# Calle del General Pardiñas
La calle del General Pardiñas es una vía pública de la ciudad española de Madrid, situada en los barrios de Goya y Lista, distrito de Salamanca.

## Descripción
La vía discurre desde la calle de Alcalá hasta la avenida de América. Honra con el título al militar compostelano Ramón Pardiñas Villardefrancos y Taboada (1802-1838), fallecido por las heridas recibidas en la batalla de Maella de la primera guerra carlista. Aparece descrita en Las calles de Madrid (1889) de Hilario Peñasco de la Puente y Carlos Cambronero con las siguientes palabras:

General Pardiña. Comienza en la prolongación de la calle de Alcalá y termina en el campo. Es de apertura moderna. D. Ramón Pardiñas nació á fines del siglo pasado. Se distinguió en la primera guerra carlista durante los años de 1833 á 1838 como General al mando de las tropas de la Reina. Murió en 1838 á causa de las heridas que sufrió en el combate de Maella, luchando cuerpo á cuerpo contra un pelotón de soldados.
(Peñasco de la Puente y Cambronero, 1889, p. 242)